# Vatica cauliflora
Vatica cauliflora är en tvåhjärtbladig växtart som beskrevs av Peter Shaw Ashton. Vatica cauliflora ingår i släktet Vatica och familjen Dipterocarpaceae. Inga underarter finns listade i Catalogue of Life.